# Giro de Italia 1946
La 29.ª edición del Giro de Italia se disputó entre el 15 de junio y el 7 de julio de 1946, con un recorrido de 17 etapas, tres de ellas dobles, y 3039 km, que el vencedor completó a una velocidad media de 33,948 km/h. La carrera comenzó y terminó en Milán.
Tomaron la salida 79 participantes, de los cuales 40 terminaron la carrera. 
En la que fue la reanudación de la ronda italiana, tras el interludio de cinco años con motivo de la Segunda Guerra Mundial, Bartali logró su tercer y último Giro de Italia, batiendo al anterior ganador, Fausto Coppi, por una reducida diferencia, inferior al minuto.

## Etapas
| Etapa | Recorrido                 | Km       | Ganador            | Líder              |
| 1.ª   | Milán-Turín               | 185      | Giordano Cottur    | Giordano Cottur    |
| 2.ª   | Turín-Génova              | 190      | Antonio Bevilacqua | Antonio Bevilacqua |
| 3.ª   | Génova-Montecatini Terme  | 222      | Adolfo Leoni       | Antonio Bevilacqua |
| 4.ªa  | Montecatini Terme-Prato   | 40 (CRI) | Antonio Bevilacqua | Antonio Bevilacqua |
| 4.ªb  | Prato-Bolonia             | 112      | Fausto Coppi       | Fermo Camellini    |
| 5.ªa  | Bolonia-Cesena            | 80       | Olimpio Bizzi      | Fermo Camellini    |
| 5.ªb  | Cesena-Ancona             | 128      | Aldo Bini          | Fermo Camellini    |
| 6.ª   | Ancona-Chieti             | 170      | Vito Ortelli       | Fermo Camellini    |
| 7.ª   | Chieti-Nápoles            | 244      | Mario Ricci        | Vito Ortelli       |
| 8.ª   | Nápoles-Roma              | 226      | Elio Bertocchi     | Vito Ortelli       |
| 9.ª   | Roma-Perugia              | 191      | Aldo Baito         | Vito Ortelli       |
| 10.ª  | Perugia-Florencia         | 165      | Renzo Zanazzi      | Vito Ortelli       |
| 11.ª  | Florencia-Rovigo          | 245      | Oreste Conte       | Vito Ortelli       |
| 12.ª  | Rovigo-Trieste            | -        | Anulada            | -                  |
| 13.ª  | Udine-Auronzo di Cadore   | 125      | Fausto Coppi       | Gino Bartali       |
| 14.ª  | Auronzo di Cadore-Bassano | 203      | Fausto Coppi       | Gino Bartali       |
| 15.ª  | Bassano-Trento            | 186      | Aldo Ronconi       | Gino Bartali       |
| 16.ªa | Trento-Verona             | 90       | Oreste Conte       | Gino Bartali       |
| 16.ªb | Verona-Mantova            | 72       | Elio Bertocchi     | Gino Bartali       |
| 17.ª  | Mantova-Milán             | 176      | Oreste Conte       | Gino Bartali       |

## Clasificaciones
| \| 1. \| Gino Bartali \| \| 65:32:20 \| \| 2. \| Fausto Coppi \| \| + 47s \| \| 3. \| Vito Ortelli \| \| + 15:28s \| \| 4. \| Salvatore Crippa \| \| + 15:31s \| \| 5. \| Aldo Ronconi \| \| + 24:31s \| \| 6. \| Giulio Bresci \| \| + 27:35s \| \| 7. \| Ezio Cecchi \| \| + 37:58s \| \| 8. \| Giordano Cottur \| \| + 38:28s \| \| 9. \| Alfredo Martini \| \| + 39:54s \| \| 10. \| Primo Volpi \| \| + 43:12 \| |                  |                   |          |
| 1. | Gino Bartali     | Bandera de Italia | 65:32:20 |
| 2. | Fausto Coppi     | Bandera de Italia | + 47s    |
| 3. | Vito Ortelli     | Bandera de Italia | + 15:28s |
| 4. | Salvatore Crippa | Bandera de Italia | + 15:31s |
| 5. | Aldo Ronconi     | Bandera de Italia | + 24:31s |
| 6. | Giulio Bresci    | Bandera de Italia | + 27:35s |
| 7. | Ezio Cecchi      | Bandera de Italia | + 37:58s |
| 8. | Giordano Cottur  | Bandera de Italia | + 38:28s |
| 9. | Alfredo Martini  | Bandera de Italia | + 39:54s |
| 10. | Primo Volpi      | Bandera de Italia | + 43:12  |

| \| 1. \| Gino Bartali \| \| - \| \| 2. \| Fausto Coppi \| \| - \| \| 3. \| Vito Ortelli \| \| - \| |              |                   |   |
| 1.                                                                                                 | Gino Bartali | Bandera de Italia | - |
| 2.                                                                                                 | Fausto Coppi | Bandera de Italia | - |
| 3.                                                                                                 | Vito Ortelli | Bandera de Italia | - |

| \| 1. \| Benotto \| \| BEN \| - \| |         |                   |     |   |
| 1.                                 | Benotto | Bandera de Italia | BEN | - |